# Automolis insignis
Automolis insignis là một loài bướm đêm thuộc phân họ Arctiinae, họ Erebidae.